# En sortant de l'école (poème)
Pour les articles homonymes, voir En sortant de l'école (homonymie).
En sortant de l'école est un poème de Jacques Prévert, classique de la poésie française, paru en 1946 dans "Histoires et d'autres histoires".

## Thèmes
« En sortant de l’école » raconte un voyage imaginaire "tout autour de la terre" d'un groupe d'enfants, emmené par un chemin de fer.
On y retrouve les thèmes chers à Prévert : l'enfance, le rêve et l'imagination, l'amour de la nature.

## Mise en musique
Comme une vingtaine d'autres poèmes, « En sortant de l’école » a été mis en musique en 1946 par Joseph Kosma, ami du poète.  
La chanson a été largement interprétée, notamment par : 
- les Frères Jacques en 1949
- Yves Montand en 1962[2]
- Mouloudji en 1970[3]
- Alain Souchon en 2011[4]
- Renan Luce en 2013[5]
- Sanseverino en 2014[6]